# Dwarsdijk

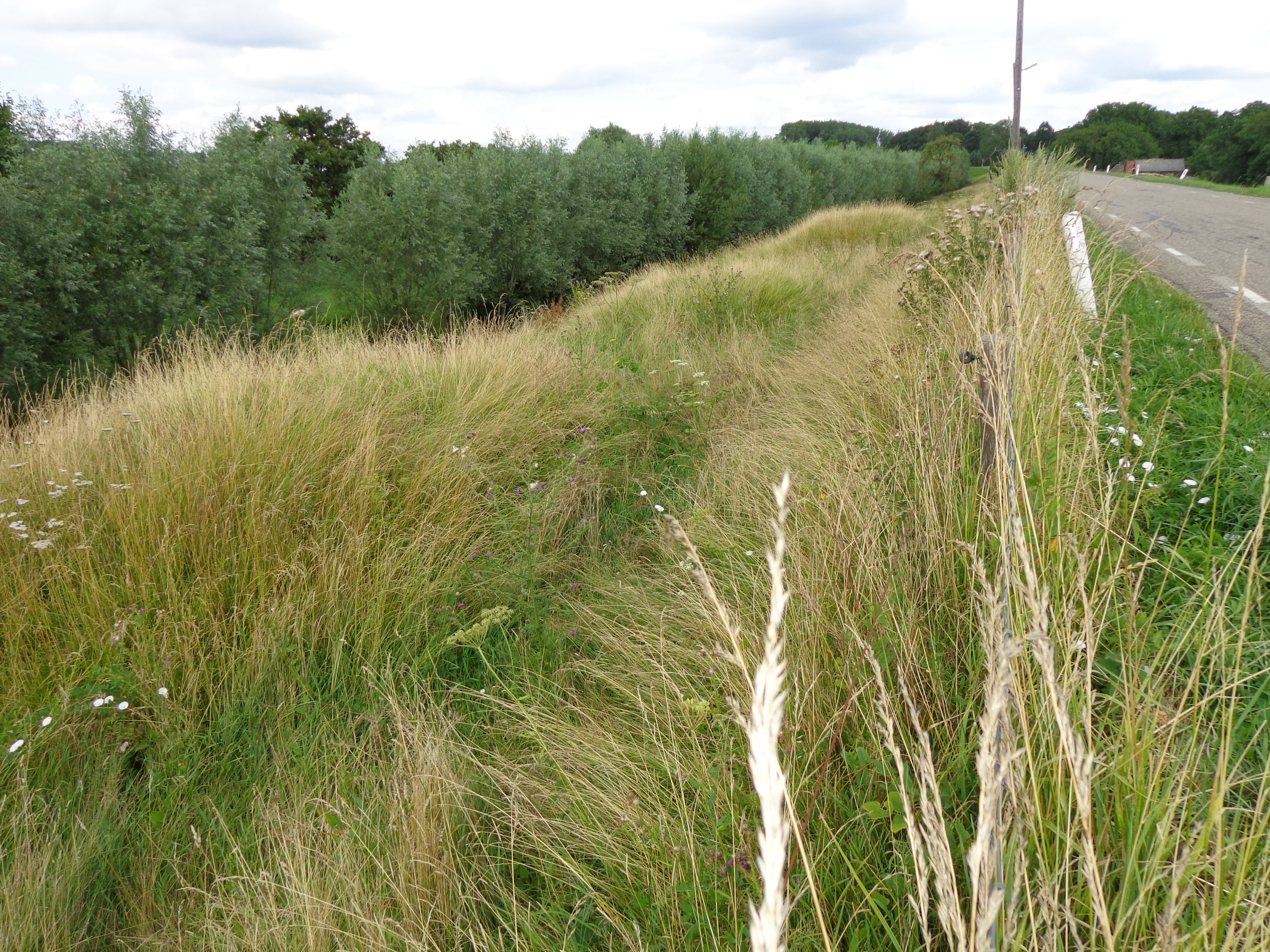
De Diefdijk, een bekende dwarsdijk

Een dwarsdijk of middeldijk is een middeleeuwse dijk door laaggelegen gebied waarvan de beide uiteinden in een hoger gelegen gebied liggen, bijvoorbeeld de stroomruggen van twee rivieren. De functie van een dwarsdijk was het tegenhouden van geleidelijk afvloeiend water na een overstroming.
Enkele voorbeelden van dwarsdijken zijn:
- De Diefdijk tussen de rivieren de Lek bij Goilberdingen en de Linge bij Asperen, aangelegd om de Vijfherenlanden te beschermen tegen water uit de Neder-Betuwe.
- De Meerndijk tussen de stroomruggen van de Rijn bij De Meern en de Hollandse IJssel in de gemeente IJsselstein, aangelegd in ongeveer het jaar 1200 door het Land van Woerden, omdat dit gebied vaak schade opliep door overstromingswater uit het hoger gelegen Utrechtse rivierengebied.
- De dwarsdijk tussen de Kromme Rijn en de Lek waarnaar de buurtschap Dwarsdijk in de gemeente Wijk bij Duurstede is genoemd.

## Zijdewende
Evenals de dwarsdijk heeft de zijdewende een waterkerende functie. Beide beschermen een lager gelegen gebied tegen water uit een hoger gelegen gebied. Het verschil is, dat de zijdewende altijd aan de lange zijde van een kavel ligt. Bij een dwarsdijk is dit niet noodzakelijk. Omdat de zijdewende een beperkt gebied beschermt, namelijk één polder of een deel hiervan, is de zijdewende in de regel minder zwaar uitgevoerd dan een dwarsdijk. Ook zijn dwarsdijken over het algemeen langer dan zijdewenden.
In de plaats Tienhoven in de Utrechtse gemeente Stichtse Vecht heeft een zijdewende de naam Dwarsdijk gekregen, omdat deze haaks (dwars) staat op de voornaamste dijk door Tienhoven, de basis vanaf waar in de middeleeuwen het achterliggende gebied is ontgonnen. De Tienhovense 'Dwarsdijk' is dus geen dwarsdijk zoals beschreven in dit artikel.